# タイソン・フューリー 対 オレクサンドル・ウシク戦
タイソン・フューリー 対 オレクサンドル・ウシク戦（タイソン・フューリー たい オレクサンドル・ウシクせん、別名Ring of Fire(炎の輪)、リング・オブ・ファイヤー）は、2024年5月18日、サウジアラビア・リヤドのキングダム・アリーナで開催されたプロボクシングの試合。
WBC世界ヘビー級王者のタイソン・フューリーとWBA・IBF・WBO・IBO世界ヘビー級統一王者のオレクサンドル・ウシクが行う4団体王座統一戦。通算で12回目となる4団体王座統一戦となり、ヘビー級では初めてとなる4団体王座統一戦となった。またウシクにとっては2018年7月21日に行われたムラト・ガシエフ戦に続き、自身2度目となる2階級目での4団体統一戦となった。ESPN+とDAZNのPPVでの配信に加え英国ではSky Sportsで放送され、英国ボクシング管理委員会がこのイベントを管轄した。

## 試合までの経緯

### 両者の王座獲得から防衛及び試合決定まで
2015年11月28日、デュッセルドルフのエスプリ・アレーナでフューリーがWBAスーパー・IBF・WBO世界ヘビー級統一王者ウラジミール・クリチコと対戦し、12回3-0（2者が115-112、116-111）の判定勝ちを収めWBAスーパー王座、IBF王座、WBO王座、IBO王座獲得に成功した。
2015年12月8日、IBFはフューリーがビャチェスラフ・グラスコフとの指名試合に応じなかった為、フューリーからIBF世界ヘビー級王座を剥奪した。
2016年10月12日、禁止薬物のナンドロロンと違法薬物のコカインの陽性反応が検出されたドーピング問題、および自身の精神的健康問題による度重なるクリチコ戦のキャンセルで、王座を剥奪されることが既定路線だったフューリーはWBA王座並びにWBO王座を返上した。
2018年12月1日、ロサンゼルスのステイプルズ・センターでフューリーがWBC世界ヘビー級王者のデオンテイ・ワイルダーと対戦し、12回1-1の判定で引分となった。
2020年2月22日、ラスベガスのMGMグランド・ガーデン・アリーナでフューリーがWBC世界ヘビー級王者のデオンテイ・ワイルダーと再戦。3回と5回にダウンを奪うなどワイルダーを圧倒、7回にパンチの連打を打ち込むとワイルダー陣営のセコンドからタオルが投げ込まれレフェリーが試合をストップ。フューリーが7回TKO勝ちで、WBC王座を獲得した。
2021年9月25日、ロンドンのトッテナム・ホットスパースタジアムに66,267人の観衆を動員して、ウシクがWBAスーパー・IBF・WBO・IBO世界ヘビー級王者のアンソニー・ジョシュアと対戦し、12回3-0（117-112、115-113、116-112）の判定勝ちを収め2階級制覇を達成した。
2021年10月9日、フューリーが約1年7カ月ぶりの試合をラスベガスのT-モバイル・アリーナにてデオンテイ・ワイルダーとダイレクトリマッチで第3戦目を行い、ダウンを奪い合う激戦を制し、11回KO勝ちを収め初防衛に成功した。
2022年4月23日、ロンドンのウェンブリー・スタジアムに94,000人の観衆を動員してフューリーがWBC世界ヘビー級暫定王者ディリアン・ホワイトと団体内王座統一戦を行い、右アッパーでダウンを奪い6回TKO勝ちを収め2度目の防衛に成功した。
2022年8月20日、サウジアラビアのキング・アブドゥッラー・スポーツシティ敷地内にある1万人収容のキング・アブドゥッラー・スポーツシティ・アリーナで、ウシクがアンソニー・ジョシュアとダイレクトリマッチで再戦し、12回判定勝ちを収め、WBAスーパー、IBF、WBO、IBO王座の初防衛に成功し、リングマガジン世界ヘビー級王座も獲得した。試合後にウシクはリング上で「タイソン・フューリーはまだ引退していないと確信している。間違いなく彼は私と戦いたいし、私も彼と戦いたい」とコメントすると、フューリーも試合後にすぐにSNSで「私が見た中で最悪のヘビー級タイトルマッチのひとつだった」と酷評し、「ジプシー・キングは永遠にここにいるから小切手帳を持ってこい！」とフューリー節を炸裂させた。
2022年10月18日、マンチェスター・イブニング・ニュースなどをはじめとするイギリスメディアは、フューリーが12月3日にトッテナム・ホットスパー・スタジアムでデレック・チゾラと対戦すると伝えた。今回のニュースにフューリーは「チゾラを軽視しているわけではないけれど、彼をクリアすればウシクとのビッグマッチが控えている。こちらは2月頃を考えている」と発言した。
2022年12月3日、ロンドンのトッテナム・ホットスパー・スタジアムに59,769人の観衆を動員して、フューリーがWBC世界ヘビー級14位のデレック・チゾラと通算3度目の再戦に臨み、10回2分51秒TKO勝ちを収め3度目の防衛に成功した。この試合にはウシクも観戦しており、試合後にフューリーは「どこにいるんだ、ウシク」と観客席からウシクを呼び出した。ロープを挟んで両者は対峙しフューリーは「次はお前だぞ。俺とお前で対戦だ。弱くないぞ。いつでもやってやるぞ。俺が終止符を打ってやる」と強気の姿勢を示し、ウシクも笑顔で応じた。
2022年12月16日、WBAはウシクに対し、レギュラー王者ダニエル・デュボアとの対戦を指令したが、ウシクのトレーナーであるセルゲイ・ラパンは「関係するすべてのプロモーターがヘビー級でベストを決める戦いをできるだけ早く実現するよう取り組んでいる」と4団体統一戦に向けて地ならしを進めていると説明し、「フューリー戦の妨げにはならない。デュボア戦は交渉が決裂した場合のバックアップ計画になる」との見解を示した。
2022年12月20日、トップランクのボブ・アラムCEOはフューリーとウシクの一戦についてSky Sportsのインタビューに答え、「2人のファイターは次の試合で戦うことに合意した。問題は日付と場所だ。最終決定が下されるまでにそれほど時間はかからない。私たちはすべてを整理し、年末までに目処がたつことを願っている」と発言した。
2023年1月10日、ウシクは「ミドル級がここにいる！」とフューリーが体格で劣るウシクを小馬鹿にする際の常套句を皮肉たっぷりに自ら使用し、「ぽっこりお腹はどこだ？」と自身のSNSに記してフューリーをタグ付けした。
2023年3月10日、WBAは世界ヘビー級4団体王座統一戦がフューリーが70%、ウシクが30%という、大きく偏った試合報酬の割合にウシクが合意し、2023年4月29日にロンドンのウェンブリー・スタジアムで行われると報じた。しかし3月23日、ウシクが再戦条項を盛り込むよう希望したが、フューリーはデオンテイ・ワイルダーとの第3戦目の際に再戦条項で大きく揉めた経験があったことで再戦条項に否定的で、さらにウシクは自分が勝利した場合の再戦でウシクが70%、フューリーが30%という試合報酬の割合を要求したが、フューリーは50％までの割合しか認めなかったことで、再戦の条件でお互いの溝が埋まらず最終段階で交渉が決裂したとイギリスのBBCなどが報道した。
2023年8月26日、ポーランドのタルチェンスキ・アリーナでウシクがWBA世界ヘビー級レギュラー王者のダニエル・デュボアと団体内王座統一戦で対戦し、9回1分48秒TKO勝ちを収め、WBAスーパー、IBF、WBO、IBO王座の2度目の防衛に成功した。
2023年9月29日、サウジアラビアでフューリーとウシクの4団体統一戦が行なわれることが決定したことが、サウジアラビア総合エンターテイメント庁のトゥルキ・アラルシク長官、クイーンズベリー、トップランク、K2、Usyk17より発表された。試合の開催日の発表はなかったが、12月23日か1月で内定していることが報じられた。
2023年10月28日、サウジアラビア・リヤドのキングダム・アリーナでフューリーが元UFC世界ヘビー級王者の総合格闘家フランシス・ガヌーとノンタイトル10回戦で対戦。3回に左フックでダウンを奪われ、その後もガヌーのパンチでバランスを崩すなど大苦戦を強いられた末に僅差で10回2-1（94-95、96-93、95-94）の判定勝ちを収め、WBCがこの試合のために作製したWBCリヤド王座のベルトを獲得した。この試合にはウシクも観戦しており、試合後ウシクがリングに上がってくるとフューリーは対峙し「レッツゴー！」と統一戦への意欲をみせた。
2023年10月31日、ESPNドットコムはフューリーとウシクが契約にサインを交わしている一戦は、2024年までずれ込む見通しと報じた。

### 対戦決定後の概要から試合まで
2023年11月14日、フューリーとウシクが2024年2月17日にサウジアラビア・リヤドのキングダム・アリーナで対戦することが決定したと、ESPNが報じ他のメディアも続いた。ウズベキスタンで行われているWBC総会にウシクが出席し、フューリーが王座に就いているWBCベルトを高々と掲げ「これは私のものだ！」とベルト奪取を宣言。これにフューリーがビデオメッセージで「ウシク、準備をしろ！お前を粉々に粉砕してやる、4ラウンドだ！」とKO予告した。
2023年11月16日、ロンドンで記者会見が開かれ、2024年2月17日にキングダム・アリーナでフューリーとウシクによる世界ヘビー級4団体王座統一戦が行われることが発表された。記者会見に臨んだフューリーは「ウシクも自分もチャンピオン。一世一代のファイトになる」と述べ、「この世代のナンバーワンファイターとしてレガシーを固めたい」と意欲を語った。会見の中でフューリーはウシクに向かって「お前は粉々に砕け散っている。イヤリングをした小さな小娘のようなやつ。そのソーセージをノックアウトする。史上最高の英国人ヘビー級ボクサーと戦っているんだ。俺はゲームをしに来たんじゃない。ケンカをしに来たんだ。ムダに着飾っているわけじゃない。このみにくい小男め」と威嚇し、激しく挑発した。対するウシクは「タイソンがどう思うかはまったく気にしない」と冷静に対応した。そして記者会見が終わりに近づくと、映画「ロッキー」のテーマソングとともに主演した俳優のシルベスター・スタローンがサプライズ登場すると、フューリーはウシクと〝フェイスオフ〟。さらにフューリーが頭で相手を攻撃しようとしたところ、警備員らによって制止された。この試合には再戦条項が含まれていることが明らかになった。
2024年2月2日、クインズベリー・プロモーションズはフューリーがスパーリング中に右目上を深くカットしてリングに上がれなくなった為、世界ヘビー級4団体王座統一戦が延期されることになったことを通達し各メディアが報じた。フューリーは「試合に向けて最高のコンディションに仕上がっていたから、完ぺきに打ちのめされている。目が治って再スケジュールが立つまで最善を尽くしたい。私のチーム、ウシクのチームをはじめ、関係者全員に謝りたい」とコメントした。
2024年2月3日、イベントを主催するサウジアラビアGEAのチェアマンのツルキ・アルアルシクは、世界ヘビー級4団体王座統一戦が2024年5月18日に延期されたことをアナウンスした。
2024年5月13日、サウジアラビア・リヤドのホテルで行われた世界ヘビー級4団体王座統一戦のメディア向けイベントでフューリーの父親のジョン・フューリー氏がウシク陣営に頭突きし自ら額を切り裂き流血する騒動を起こした。ESPNによると、ジョン氏はイベント中にウシク陣営と口論した末に乱闘に発展。両者は関係者らによって引き離されたが、乱闘の際に別のウシク陣営に頭突きをして額から流血した。頭突きの映像は世界中に拡散され、ボクシングファンの間で大きな話題となった。その後、ジョン氏は自身の行動が大きな騒動を起こしたとして謝罪のコメントを出した。フューリーの地元メディア「ボクシングニュース」によるとフューリーは乱闘の場に立ち会っておらず、乱闘後に複数の英国メディアの囲み取材に応じたフューリーは「俺は何も見ていない。この騒ぎは自分にとって何の影響もない」と主張し、「（父の負傷について）今回の頭の切り傷よりもっとひどいものを見たことがある」と冷静に語った。
2024年5月14日、サウジアラビア・リヤドのブルーバード・リヤドシティでオープニングセレモニーが行われた。先にステージに立ったフューリーは「オレクサンドル・ウシクはグレートな選手。オリンピックの金メダリストで、クルーザー級で4団体統一チャンピオンになり、ヘビー級でも世界チャンピオンに就いた。しかし彼は不幸にもグレートなタイソン・フューリーと対戦しなければならない。今は私の時代だ。土曜日の夜、それが実証される」とコメント。一方、ウシクは「土曜日は2度目の比類なきチャンピオンに就くチャンスが訪れる特別の日だ。私の国にとってとても重要なこと。ファン、ウクライナのソルジャーたちに本当に感謝している」と語った。
2024年5月16日、フューリーとウシクが記者会見に臨んだ。ウシクは「歴史をつくりましょう」と短くコメントし、フューリーは「良い戦いをする準備はできている。それが厳しくても簡単でも。言うことは何もない」と語るも、フューリーはあくまで正面に顔を向け、ウシクの目を合わせることもなくフェイスオフを拒否する姿勢を示した。
2024年5月17日、サウジアラビア・リヤドで世界ヘビー級4団体王座統一戦の前日計量が行われ、フューリーが262ポンド（118.8 kg）と、前戦より15.7ポンド（7.1 kg）軽く過去5年間で最軽量記録を更新、ウシクが233.5ポンド（105.9 kg）と、前戦よりも12.6ポンド（5.7 kg）重くプロキャリア最重量記録を更新し計量をパスした。
2024年5月18日、キングダム・アリーナで行われたWBAスーパー・WBC・IBF・WBO世界ヘビー級王座統一戦に於いて、ウシクが12回2-1（115-112、113-114、114-113）の判定勝ちを収め、WBAスーパー・IBF・WBO王座3度目の防衛及びWBC王座を獲得しヘビー級史上初の4団体王座統一、そしてクルーザー級に続き史上3人目となる2階級4団体王座統一に成功した。

### 試合後
敗れたフューリーは、試合終了後に判定が出る前からウシクに歩み寄って健闘を称え合った。リング上のインタビューでフューリーは「自分が勝ったと信じている。彼もいくつかラウンドを取ったと思うが、多くは自分が取った。お互いに良いファイトができたが、彼の国は戦争をしていて、みんな戦争中の国につきたがるもの。誤解しないでほしいが、個人的には勝ったと思う」と結果に疑問を呈し、「我々には再戦条項がある。スプリット・デシジョンで良い戦いをした小男に敗れたが、あらためて彼に感謝する。10月に再戦する。よくやった、オレクサンドルに幸あれ。神の祝福を」と再戦を主張した。しかしフューリーはその後、「これから休暇に入る。家へ帰って妻と子どもに話し、何がしたいかを考える」と報道陣に語り、「俺ももうすぐ36歳になる。ボクシングは子どもの頃からやっているし、つまりはそういうことだ」と続け、「どういう終わり方になるのか。100戦して脳にダメージを受け、車いす生活になるのか。わからない。しかし一つ確かなのは、自分はずっとこのスポーツを愛していて、面白かったし、楽しんできたということだ。だから続けるつもりでいる」と、再戦についてはまだ心を決めていないと話した。
一方、クルーザー級に続き史上3人目となる2階級4団体王座統一に成功したウシクは「2人のジャッジが115-112と114-113をつけ、3人目のジャッジは114-113でフューリーを支持した。僕の国民は......僕にとってだけでなく、国にとっても、国を守る兵士たちにとっても大きな勝利だ。素晴らしい日だ」と勝利を喜んだ。試合後の会見で左目上の傷を手当てして遅れて登場したウシクは、ロンドンオリンピックで金メダルを獲得した直後に逝去した父を思い涙を見せ、「父がそこにいるのを感じている」と、声を震わせた。

## 対戦カード
^Note 1 WBA・WBC・IBF・WBO・IBO世界ヘビー級王座統一戦、リングマガジン世界ヘビー級タイトルマッチ
^Note 2 リングマガジン世界クルーザー級タイトルマッチ、IBF世界クルーザー級王座決定戦
^Note 3 IBF・IBO世界スーパーフェザー級王座統一戦
^Note 4 NABO・WBCアメリカ大陸ヘビー級タイトルマッチ、WBC世界ヘビー級挑戦者決定戦
^Note 5 WBOインターコンチネンタルヘビー級王座決定戦
^Note 6 WBCライト級シルバー王座決定戦
^Note 7 IBFインターナショナルクルーザー級王座決定戦
^Note 8 WBAインターコンチネンタルライトヘビー級王座決定戦

## 採点表
| 王座：WBA・WBC・IBF・WBO・IBO世界ヘビー級王座統一戦 リングマガジン世界ヘビー級タイトルマッチ | 王座：WBA・WBC・IBF・WBO・IBO世界ヘビー級王座統一戦 リングマガジン世界ヘビー級タイトルマッチ | 王座：WBA・WBC・IBF・WBO・IBO世界ヘビー級王座統一戦 リングマガジン世界ヘビー級タイトルマッチ | 王座：WBA・WBC・IBF・WBO・IBO世界ヘビー級王座統一戦 リングマガジン世界ヘビー級タイトルマッチ | 王座：WBA・WBC・IBF・WBO・IBO世界ヘビー級王座統一戦 リングマガジン世界ヘビー級タイトルマッチ |                                                  | 主審：マーク・ネルソン(アメリカ合衆国:WBA)       | 主審：マーク・ネルソン(アメリカ合衆国:WBA)       | 主審：マーク・ネルソン(アメリカ合衆国:WBA)       | 主審：マーク・ネルソン(アメリカ合衆国:WBA)       | 主審：マーク・ネルソン(アメリカ合衆国:WBA) | | 立会人：カルロス・チャベス（WBA:ベネズエラ,チャンピオンシップ委員会委員長兼ランキング委員会委員長） マウリシオ・スレイマン(WBC:メキシコ,WBC会長) ダリル・ピープルズ（IBF:アメリカ合衆国,IBF会長） フランシスコ・バルカルセル(WBO:プエルトリコ,WBO会長) エドワード・レビン(IBO:アメリカ合衆国,IBO会長) | 立会人：カルロス・チャベス（WBA:ベネズエラ,チャンピオンシップ委員会委員長兼ランキング委員会委員長） マウリシオ・スレイマン(WBC:メキシコ,WBC会長) ダリル・ピープルズ（IBF:アメリカ合衆国,IBF会長） フランシスコ・バルカルセル(WBO:プエルトリコ,WBO会長) エドワード・レビン(IBO:アメリカ合衆国,IBO会長) | 立会人：カルロス・チャベス（WBA:ベネズエラ,チャンピオンシップ委員会委員長兼ランキング委員会委員長） マウリシオ・スレイマン(WBC:メキシコ,WBC会長) ダリル・ピープルズ（IBF:アメリカ合衆国,IBF会長） フランシスコ・バルカルセル(WBO:プエルトリコ,WBO会長) エドワード・レビン(IBO:アメリカ合衆国,IBO会長) | 立会人：カルロス・チャベス（WBA:ベネズエラ,チャンピオンシップ委員会委員長兼ランキング委員会委員長） マウリシオ・スレイマン(WBC:メキシコ,WBC会長) ダリル・ピープルズ（IBF:アメリカ合衆国,IBF会長） フランシスコ・バルカルセル(WBO:プエルトリコ,WBO会長) エドワード・レビン(IBO:アメリカ合衆国,IBO会長) | 立会人：カルロス・チャベス（WBA:ベネズエラ,チャンピオンシップ委員会委員長兼ランキング委員会委員長） マウリシオ・スレイマン(WBC:メキシコ,WBC会長) ダリル・ピープルズ（IBF:アメリカ合衆国,IBF会長） フランシスコ・バルカルセル(WBO:プエルトリコ,WBO会長) エドワード・レビン(IBO:アメリカ合衆国,IBO会長) |
| 開催日：2024年5月18日                                                                        | 開催日：2024年5月18日                                                                        | 開催日：2024年5月18日                                                                        | 開催日：2024年5月18日                                                                        | 開催日：2024年5月18日                                                                        | 会場：サウジアラビアリヤド・キングダム・アリーナ | 会場：サウジアラビアリヤド・キングダム・アリーナ | 会場：サウジアラビアリヤド・キングダム・アリーナ | 会場：サウジアラビアリヤド・キングダム・アリーナ | 会場：サウジアラビアリヤド・キングダム・アリーナ | 主催：トップランク クィーンズ・ベリー・プロモーションズ ウシク・ボクシング・プロモーションズ K2プロモーションズ・ウクライナ スキル・チャレンジ・エンターテイメント リヤド・シーズン | 主催：トップランク クィーンズ・ベリー・プロモーションズ ウシク・ボクシング・プロモーションズ K2プロモーションズ・ウクライナ スキル・チャレンジ・エンターテイメント リヤド・シーズン | 主催：トップランク クィーンズ・ベリー・プロモーションズ ウシク・ボクシング・プロモーションズ K2プロモーションズ・ウクライナ スキル・チャレンジ・エンターテイメント リヤド・シーズン | 主催：トップランク クィーンズ・ベリー・プロモーションズ ウシク・ボクシング・プロモーションズ K2プロモーションズ・ウクライナ スキル・チャレンジ・エンターテイメント リヤド・シーズン | 主催：トップランク クィーンズ・ベリー・プロモーションズ ウシク・ボクシング・プロモーションズ K2プロモーションズ・ウクライナ スキル・チャレンジ・エンターテイメント リヤド・シーズン | | |
| タイソン・フューリー                                                                         | タイソン・フューリー                                                                         | 対                                                                                           | オレクサンドル・ウシク                                                                       | オレクサンドル・ウシク                                                                       | タイソン・フューリー                             | タイソン・フューリー                             | 対                                               | オレクサンドル・ウシク                           | オレクサンドル・ウシク                           | タイソン・フューリー | タイソン・フューリー | 対 | オレクサンドル・ウシク | オレクサンドル・ウシク | | |
| RS                                                                                           | TS                                                                                           | 回                                                                                           | TS                                                                                           | RS                                                                                           | RS                                               | TS                                               | 回                                               | TS                                               | RS                                               | RS | TS | 回 | TS | RS | | |
| 9                                                                                            |                                                                                              | 1                                                                                            |                                                                                              | 10                                                                                           |                                                  | 9                                                |                                                  | 1                                                |                                                  | 10 | | 9 | | 1 | | 10 |
| 10                                                                                           | 19                                                                                           | 2                                                                                            | 19                                                                                           | 9                                                                                            | 10                                               | 19                                               | 2                                                | 19                                               | 9                                                | 9 | 18 | 2 | 20 | 10 | | |
| 9                                                                                            | 28                                                                                           | 3                                                                                            | 29                                                                                           | 10                                                                                           | 9                                                | 28                                               | 3                                                | 29                                               | 10                                               | 10 | 28 | 3 | 29 | 9 | | |
| 9                                                                                            | 37                                                                                           | 4                                                                                            | 39                                                                                           | 10                                                                                           | 10                                               | 38                                               | 4                                                | 38                                               | 9                                                | 10 | 38 | 4 | 38 | 9 | | |
| 10                                                                                           | 47                                                                                           | 5                                                                                            | 48                                                                                           | 9                                                                                            | 10                                               | 48                                               | 5                                                | 47                                               | 9                                                | 10 | 48 | 5 | 47 | 9 | | |
| 10                                                                                           | 57                                                                                           | 6                                                                                            | 57                                                                                           | 9                                                                                            | 10                                               | 58                                               | 6                                                | 56                                               | 9                                                | 10 | 58 | 6 | 56 | 9 | | |
| 10                                                                                           | 67                                                                                           | 7                                                                                            | 66                                                                                           | 9                                                                                            | 10                                               | 68                                               | 7                                                | 65                                               | 9                                                | 10 | 68 | 7 | 65 | 9 | | |
| 9                                                                                            | 76                                                                                           | 8                                                                                            | 76                                                                                           | 10                                                                                           | 9                                                | 77                                               | 8                                                | 75                                               | 10                                               | 9 | 77 | 8 | 75 | 10 | | |
| 8                                                                                            | 84                                                                                           | 9                                                                                            | 86                                                                                           | 10                                                                                           | 8                                                | 85                                               | 9                                                | 85                                               | 10                                               | 8 | 85 | 9 | 85 | 10 | | |
| 9                                                                                            | 93                                                                                           | 10                                                                                           | 96                                                                                           | 10                                                                                           | 9                                                | 94                                               | 10                                               | 95                                               | 10                                               | 9 | 94 | 10 | 95 | 10 | | |
| 9                                                                                            | 102                                                                                          | 11                                                                                           | 106                                                                                          | 10                                                                                           | 10                                               | 104                                              | 11                                               | 104                                              | 9                                                | 9 | 103 | 11 | 105 | 10 | | |
| 10                                                                                           | 112                                                                                          | 12                                                                                           | 115                                                                                          | 9                                                                                            | 10                                               | 114                                              | 12                                               | 113                                              | 9                                                | 10 | 113 | 12 | 114 | 9 | | |
| 計                                                                                           | 112                                                                                          | –                                                                                            | 115                                                                                          | 計                                                                                           |                                                  | 計                                               | 114                                              | –                                                | 113                                              | 計 | | 計 | 113 | – | 114 | 計 |
| 副審：マヌエル・オリバー・パロモ(スペイン:4団体)                                             | 副審：マヌエル・オリバー・パロモ(スペイン:4団体)                                             | 副審：マヌエル・オリバー・パロモ(スペイン:4団体)                                             | 副審：マヌエル・オリバー・パロモ(スペイン:4団体)                                             | 副審：マヌエル・オリバー・パロモ(スペイン:4団体)                                             | 副審：クレイグ・メトカーフ(カナダ:4団体及びIBO)  | 副審：クレイグ・メトカーフ(カナダ:4団体及びIBO)  | 副審：クレイグ・メトカーフ(カナダ:4団体及びIBO)  | 副審：クレイグ・メトカーフ(カナダ:4団体及びIBO)  | 副審：クレイグ・メトカーフ(カナダ:4団体及びIBO)  | 副審：マイク・フィッツジェラルド(アメリカ合衆国:4団体及びIBO) | 副審：マイク・フィッツジェラルド(アメリカ合衆国:4団体及びIBO) | 副審：マイク・フィッツジェラルド(アメリカ合衆国:4団体及びIBO) | 副審：マイク・フィッツジェラルド(アメリカ合衆国:4団体及びIBO) | 副審：マイク・フィッツジェラルド(アメリカ合衆国:4団体及びIBO) | | |
| 処分：無し                                                                                   | 処分：無し                                                                                   | 処分：無し                                                                                   | 処分：無し                                                                                   | 処分：無し                                                                                   | 減点：無し                                       | 減点：無し                                       | 減点：無し                                       | 減点：無し                                       | 減点：無し                                       | 結果：ウシク12回2-1の判定勝ち | 結果：ウシク12回2-1の判定勝ち | 結果：ウシク12回2-1の判定勝ち | 結果：ウシク12回2-1の判定勝ち | 結果：ウシク12回2-1の判定勝ち | | |

## 試合の詳細

### ファイトマネー
イギリスの「デーリー・メール」によると、フューリーとウシクによる2人の報酬総額は1億1600万ポンド（約224億3000万円）。フューリーの取り分は契約により、総額の70％に当たる8120万ポンド（約158億3000万円）で、ウシクは30％の3380万ポンド（約66億円）となっており、トップランクのボブ・アラムによると、フューリーの報酬はファイトマネーに加えてPPVなどの収入を加味すると「数字はわからないが、1億ポンド（約195億円）をはるかに超えている」と指摘した。

### 入場
試合当日の午前1時30分（日本時間午前7時30分）に、ウシクが先に登場。緑のコサックコートに毛皮の帽子を被ってリングウォークに登場。続くフューリーは、グリーンのノースリーブのジャケットにあみだの野球帽を被り、ボニー・タイラーの「ホールディング・アウト・フォー・ア・ヒーロー」に合わせてダンスを披露し、リングインした。

### 来場者
試合当日は22,000人収容のキングダム・アリーナは満員となり、その中には元3団体世界ヘビー級統一王者ウラジミール・クリチコや、プロサッカー選手のクリスティアーノ・ロナウドやネイマールなどの著名人も観戦しており、豪華な客席も話題になった。

### 違法視聴
2024年5月21日、イギリスのデーリー・メールが世界ヘビー級4団体王座統一戦について違法でストリーミング視聴したことを確認したと報じた。記事によると分析会社のイールド・セック・フォー・メール・スポーツ社が行った調査で試合の映像が2000以上の異なるストリーミングサイトから配信されていた証拠を確認したという。イギリスでは違法視聴により試合を配信・放送したDAZNをはじめとする放映権者が被った損害は9500万ポンド（約185億2500万円）に上ると計算した。メール・スポーツ社の調査は各プラットフォームのストリーミングを1人だけが視聴しているという前提で、実際に違法視聴した視聴者の数は2000万人をはるかに上回っていた可能性もあり、違法視聴した人数の45％がヨーロッパ、25％が北アメリカ、16％がアジアだった。DAZNはデーリー・メールの取材に対し「スポーツの著作権侵害は窃盗であり、DAZNは、テクノロジーを利用してユーザーの活動を監視し、リスクについてファンを教育することで、この問題と戦うために多額の投資を行っている」と語り、さらに「被害者がいない犯罪のように思えるかもしれないが、違法なフィードのほとんどは犯罪ネットワークによって提供されているか、フィッシングや個人情報盗難のリスクを伴う。私たちのアドバイスは、違法なフィードを使用して、自分の好きなスポーツや自分自身のデータを危険にさらさないことだ」といった見解も示している。

### 再戦条項
この試合には再戦条項が含まれており、試合後にフューリーは再戦を主張しウシクはこれに応じる意向を示していた。トップランクのボブ・アラムは、「タイソン・フューリーが再戦を望んでいるのは知っている。おそらく再戦は11月下旬か12月上旬～中旬が理想的だと思う。契約ではサウジアラビアで再戦を行うことになっている。たとえ、その契約がなくても、誰も大規模な試合で、高額の賞金を払う余裕はないので、他の場所で再戦を行うことは不可能だ」と見通しを語った。
2024年5月29日、ツルキ・アラルシクが自身のSNSにて2024年12月21日にサウジアラビアのリヤドでウシクとフューリーの再戦を行うことを明らかにした。

## 放送
| 国/地域  | 地上波放送 | ケーブル・衛星放送 | PPV        | ネット配信 |     |
| -------- | ---------- | ------------------ | ---------- | ---------- | --- |
| 日本     | N/A        | N/A                | DAZN       | N/A        | N/A |
| アメリカ | N/A        | N/A                | ESPN+      | N/A        | N/A |
| イギリス | N/A        | N/A                | Sky Sports | N/A        | N/A |
| イギリス | N/A        | N/A                | TNT Sports | N/A        | N/A |

## ペイ・パー・ビュー売上げ
| 開催年月日    | イベント                                        | 販売件数 | テレビ局   | 備考                 |
| ------------- | ----------------------------------------------- | -------- | ---------- | -------------------- |
| 2024年5月18日 | タイソン・フューリー vs. オレクサンドル・ウシク | N/A      | TNT Sports | 25ポンド（約4875円） |
| 2024年5月18日 | タイソン・フューリー vs. オレクサンドル・ウシク | N/A      | Sky Sports | 25ポンド（約4875円） |
| 2024年5月18日 | タイソン・フューリー vs. オレクサンドル・ウシク | N/A      | DAZN       | 25ポンド（約4875円） |
| 2024年5月18日 | タイソン・フューリー vs. オレクサンドル・ウシク | N/A      | ESPN+      | N/A                  |